# Lecocarpus pinnatifidus
Lecocarpus pinnatifidus es una especie de planta con flor perteneciente a la tribu Millerieae, del  género Lecocarpus dentro de la gran familia Asteraceae. Se encuentre únicamente en la isla Floreana, perteneciente al Archipiélago de las islas Galápagos en Ecuador.